# Popești (Cocu), Argeș
Popești este un sat în comuna Cocu din județul Argeș, Muntenia, România.